# 30 Anos - O Musical (EP)
30 Anos - O Musical é o primeiro extended play (EP) do cantor brasileiro Daniel. Foi lançado em 8 de julho de 2014 pela Sony Music.

## Sobre o álbum
Inicialmente, o EP 30 Anos - O Musical foi lançado em 16 de outubro de 2013, em um kit juntamente com o DVD de mesmo nome, contendo as canções "Tantinho", "Maravida", "Fale um Pouco de Você" e "Estou Apaixonado". Porém, a Sony Music decidiu desmembrar o projeto, e, em 8 de julho de 2014, passou a vender os formatos separados, dando ao fã a oportunidade de adquirir somente o DVD ou o EP. Esta nova versão trazia, além das canções anteriores, "Meu Mundo e Nada Mais" e "Bridge Over Troubled Water", gravadas em estúdio pelo cantor.
A primeira canção a ser lançada foi "Tantinho", de Carlinhos Brown, em 25 de fevereiro de 2013. Ao conceder a canção para Daniel, Brown permitiu que o cantor mudasse a letra e trocasse "Odara" e "Iara", que aparecem no refrão, por Lara, nome de sua primogênita. “Eu preciso gravar essa música porque ela tem a letra que eu teria escrito para minha filha Lara. Ele permitiu que eu trouxesse a música para o meu mundo. Além disso, Brown me deu outro presente, que foi fazer a percussão e, dessa forma, participar ativamente dessa história. Simplesmente essa canção retrata o que eu vivo a partir da chegada da minha filha Lara, a repaginada na minha vida e meu estado de espírito. Ser pai é maravilhoso, ganhei outro presente precioso que é a Luiza e tenho a família que sempre sonhei;" declarou. O videoclipe teve direção de Junior Jacques.
"Maravida" foi lançada, em 4 de junho do mesmo ano, gravada para a trilha sonora da novela Amor à Vida, exibida pela TV Globo. Composta e gravada originalmente por Gonzaguinha em 1982, a música ganhou uma nova versão mais romântica. "Fale um Pouco de Você" foi lançada em 12 de agosto. A canção, originalmente gravada por Daniel para o álbum Vou Levando a Vida (1999), ganhou uma nova roupagem e novos arranjos. Quando perguntado o porque da regravação, o cantou comentou: "Simplesmente por gostar dela. Adoro essa música. Queria repaginar uma canção e dentre tantas que eu gravei, escolhi essa." As duas canções ganharam lyric videos.
"Estou Apaixonado" foi lançada em 14 de março de 2014, gravada com a cantora mexicana Thalía para o álbum Thalía (2013), lançado exclusivamente no Brasil. Os artistas não contracenaram juntos durante a gravação do clipe. Eles gravaram diferente tomadas que foram unidas na pós-produção. Posteriormente, a canção foi inserida no EP.
Em relação a "Meu Mundo e Nada Mais", o ponto alto da gravação aconteceu quando Daniel cantou um trecho da canção de Guilherme Arantes no DVD. O sucesso foi tanto que os radialistas pediram para o cantor regravar a faixa inteira em estúdio. O pedido foi atendido, e em 21 de abril de 2014, a canção foi lançada, juntamente com um videoclipe, contendo a participação do próprio autor. O videoclipe teve direção de Mess Santos.
Completando a tracklist, está a canção "Bridge Over Troubled Water". Além de ser um dos maiores sucessos de Simon & Garfunkel, essa música também é bastante reconhecida na voz de Elvis Presley, um dos ídolos de Daniel. "Cada um encaixa a música em sua vida de uma maneira, e tenho as canções certas para os momentos que vivi. Foi muito especial contar com o Guilherme Arantes nessa versão de 'Meu Mundo e Nada Mais' e passar para ele, autor da canção, o meu sentimento ao cantá-la. Nesse EP temos conteúdo especial que espero que faça parte da sua vida também;" finalizou.

## Lista de faixas
| 1ª Versão      |                                                     |                                                 |         |  |
| N.º            | Título                                              | Compositor(es)                                  | Duração |  |
| 1.             | "Tantinho"                                          | Carlinhos Brown / Daniel                        | 3:47    |  |
| 2.             | "Maravida"                                          | Gonzaguinha                                     | 3:50    |  |
| 3.             | "Fale um Pouco de Você"                             | Rick                                            | 4:33    |  |
| 4.             | "Estou Apaixonado (Estoy Enamorado)" (part. Thalía) | Estéfano / Donato Poveda (Versão: Carlos Colla) | 4:47    |  |
| Duração total: | Duração total:                                      | Duração total:                                  | 17:01   |  |

| 2ª Versão      |                                                     |                                                 |         |  |
| N.º            | Título                                              | Compositor(es)                                  | Duração |  |
| 1.             | "Meu Mundo e Nada Mais" (part. Guilherme Arantes)   | Guilherme Arantes                               | 3:26    |  |
| 2.             | "Tantinho"                                          | Carlinhos Brown / Daniel                        | 3:47    |  |
| 3.             | "Maravida"                                          | Gonzaguinha                                     | 3:50    |  |
| 4.             | "Fale um Pouco de Você"                             | Rick                                            | 4:33    |  |
| 5.             | "Estou Apaixonado (Estoy Enamorado)" (part. Thalía) | Estéfano / Donato Poveda (Versão: Carlos Colla) | 4:47    |  |
| 6.             | "Bridge Over Troubled Water"                        | Paul Simon                                      | 4:58    |  |
| Duração total: | Duração total:                                      | Duração total:                                  | 26:06   |  |